# Civilisation de l'Oxus

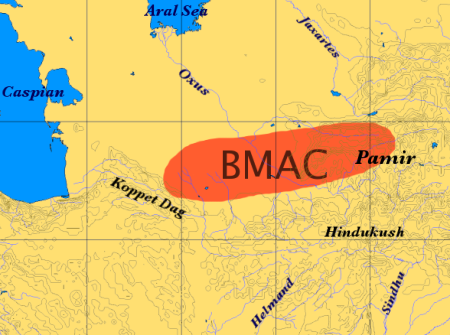
Localisation de la civilisation de l'Oxus / Complexe archéologique bactro-margien (BMAC).

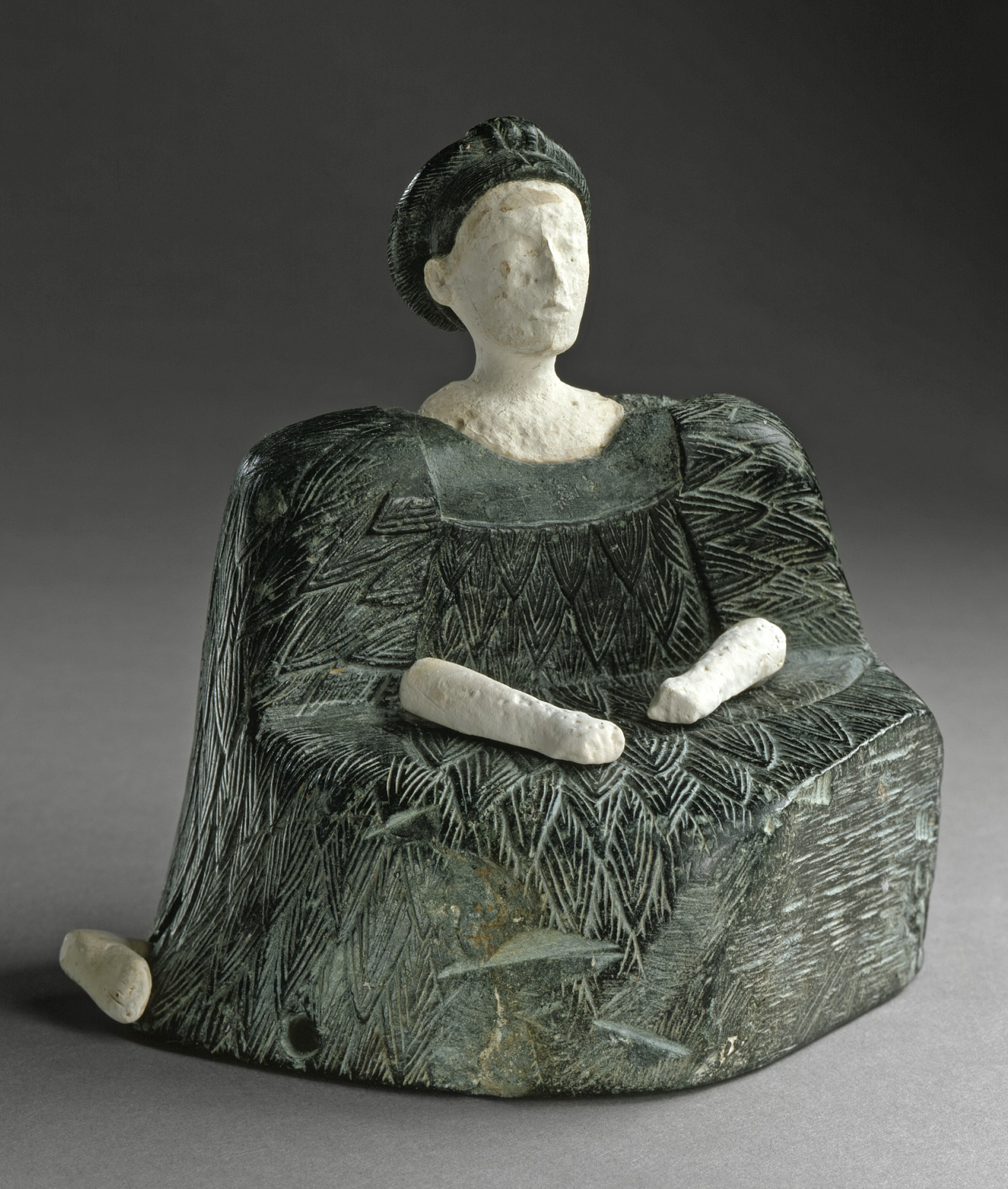
Une des « princesses de Bactriane » provenant du nord de l’Afghanistan, typique de la civilisation de l'Oxus. Statuette composite, Calcite blanche et stéatite verte. 2500-1500 av. J.-C.

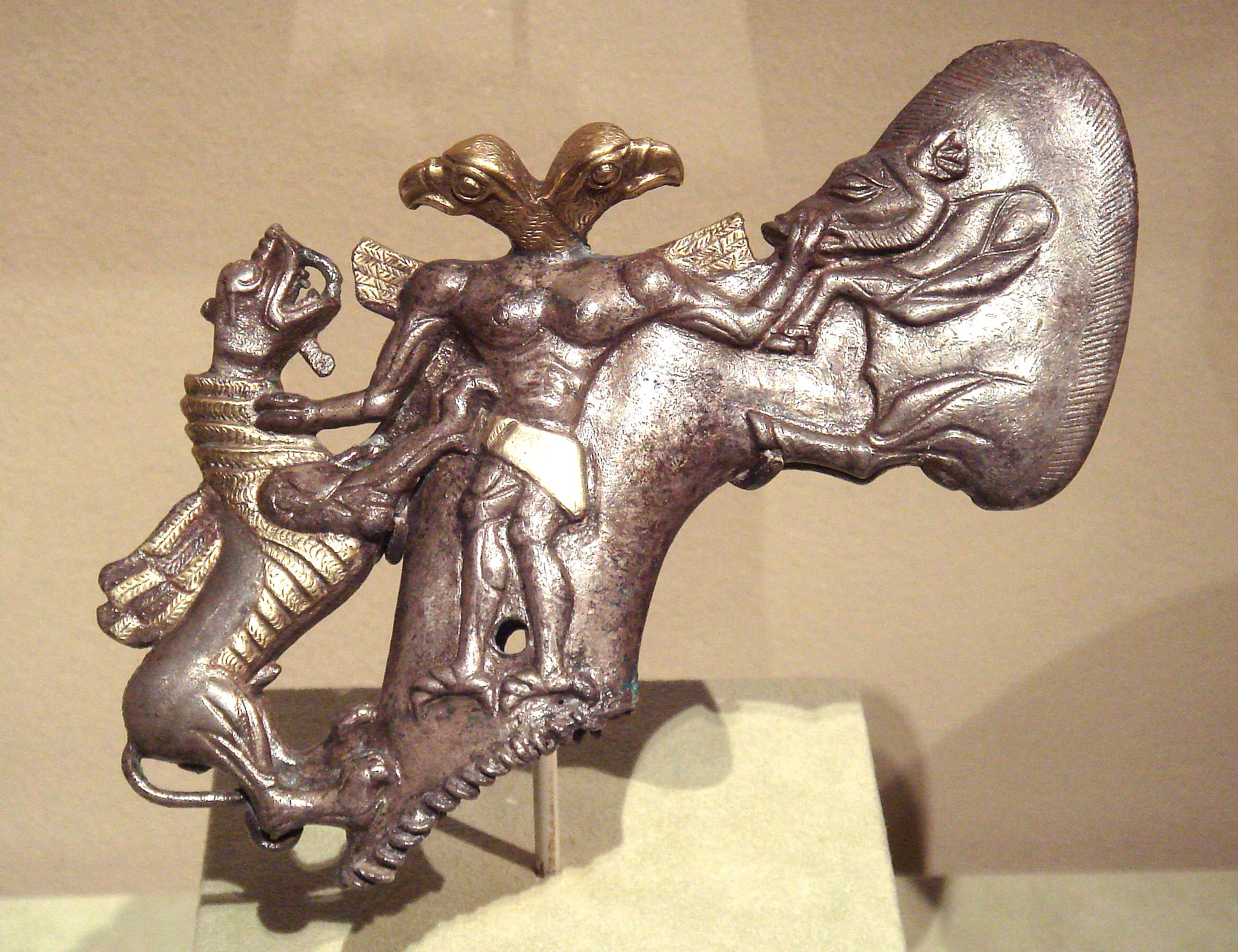
Hache cérémonielle. Nord de l'Afghanistan, Bactriane, 2500-2000. Argent à la cire perdue et dorures.

La civilisation de l'Oxus, aussi dénommée complexe archéologique bactro-margien (traduction de l'expression anglaise Bactria and Margiana Archaeological Complex, abrégée en BMAC), est une civilisation interculturelle qui s'est épanouie entre la Bactriane et la Margiane, et aussi sur les piémonts du Kopet-Dag, dans les Turkménistan, Ouzbékistan et Afghanistan actuels, entre la fin du IIIe et le début du IIe millénaire av. J.-C. (c. 2300-1700). Cette civilisation, qui caractérise l'Asie centrale à l'époque du Bronze ancien, a principalement été identifiée par des archéologues soviétiques à partir de fouilles ayant débuté dans les années 1950. Elle présente une grande homogénéité d'un site à l'autre.

## Sites principaux
Les sites archéologiques de la civilisation de l'Oxus se répartissent en deux groupes principaux, déterminés par deux importants ensembles de cours d'eau. 
Le premier est le delta du Murghab, dans la partie occidentale. Son site principal pour cette période est Gonur-depe. Les autres établissements importants de cette région sont Berdysyčran-depe, Kelleli, Taip, et Togolok pour une phase plus tardive. Le site d'Adji-kui a été mis au jour par I.S. Masimov en 1975-1976 et est fouillé par une équipe italienne. 
Le deuxième se situe en Bactriane, autour des affluents de l'Amou-Daria (Oxus), où un autre ensemble est formé par les sites de Sapalli-depe, Dashly-depe puis plus tard Djarkutan.
Les sites du foyer ancien des piémonts du Kopet-Dag présentent également de fortes affinités avec ceux de Bactriane et de Margiane : Altyn-depe, Namazga-depe, Ulug-Dépé.
On trouve aussi en Afghanistan les sites de Tepe Fullol et de Dashli (Province de Djozdjan).

## Urbanisme
Les établissements de la civilisation de l'Oxus avaient une taille relativement importante, en tout cas jamais atteinte auparavant dans la région : leurs équivalents devant être cherchés plus à l'ouest, dans la culture de Namazga, ou au sud-est dans la vallée de l'Indus. Gonur-depe couvre ainsi 28 hectares. Les autres grands sites couvrent plus de 10 hectares. Leur cœur était formé par une forteresse formant souvent un quadrilatère presque carré, flanqué de tours de garde à chacun de ses angles. Le reste de la cité s'organisait autour de ce centre. Ils comportaient des quartiers d'habitation, ainsi que des zones où étaient regroupés les artisans.
Autour de ces grands centres gravitait un ensemble de petits villages mesurant pour la plupart moins de 3 hectares, plutôt tournés vers l'activité agricole, et ne comportant aucun ouvrage défensif.

## Culture matérielle
De nombreux objets ont été mis au jour dans des nécropoles de la civilisation de l'Oxus. Celles des élites comportent évidemment un grand nombre d'objets : vases en céramique de divers types, objets en cuivre ou en bronze, notamment des armes. On a également retrouvé des statuettes féminines. Trois types de sceaux ont été identifiés, témoignant des diverses influences culturelles reçues par la civilisation de l'Oxus : un sceau en bronze, plat, simple au départ avant de se complexifier, renvoyant aux sceaux de Namazga ; un sceau-amulette, souvent de forme cruciforme, selon la tradition centrasiatique, mais dont le répertoire est influencé par la Mésopotamie, l'Élam et la civilisation de la vallée de l'Indus ; un sceau-cylindre, objet typique de la tradition mésopotamienne et élamite.

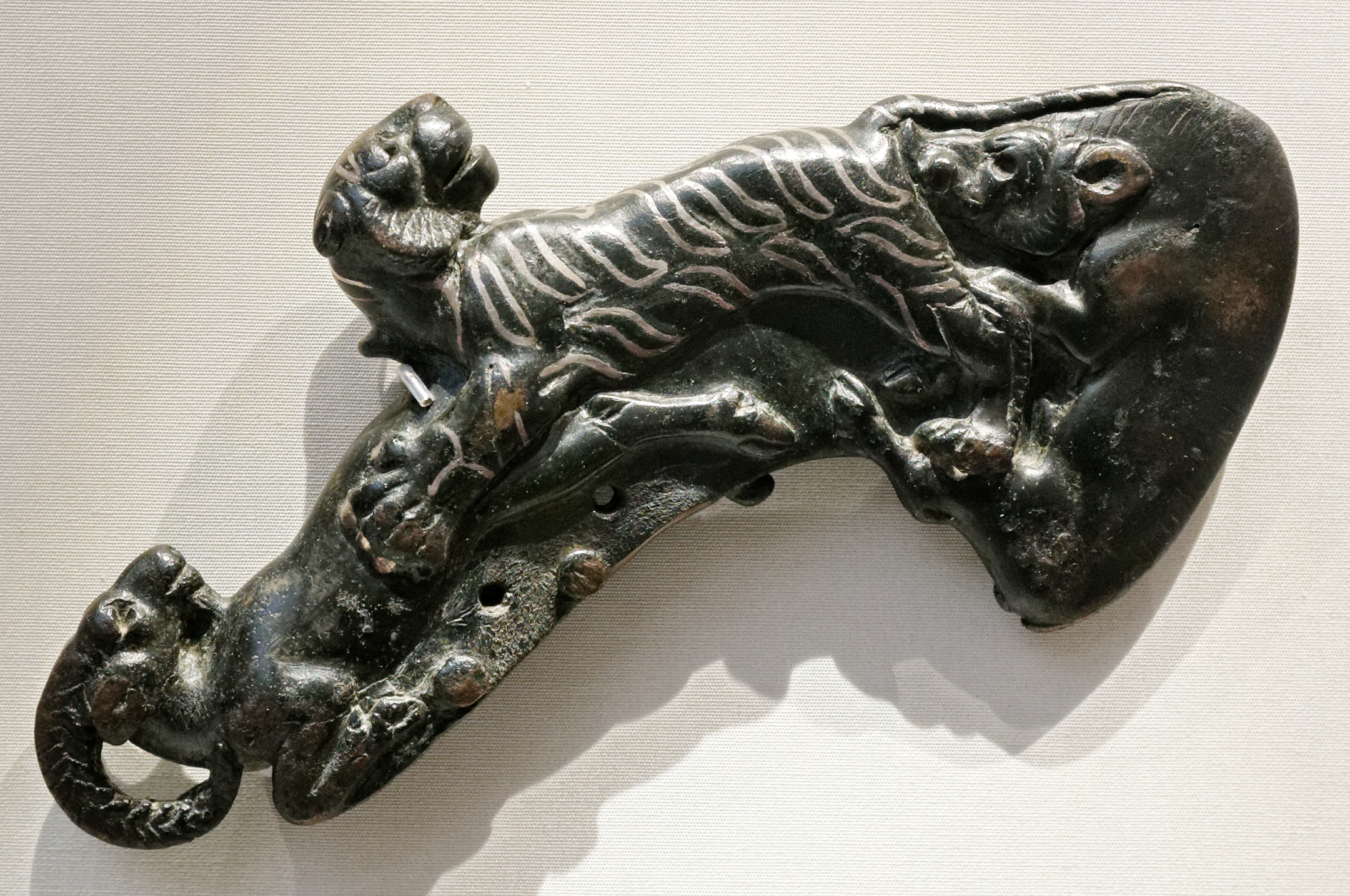
Hache cérémonielle : sanglier attaquant un tigre qui attaque un bouquetin. Nord de l'Afghanistan, Bactriane, 2500-2000. Bronze, argent. L: 18cm. British Museum
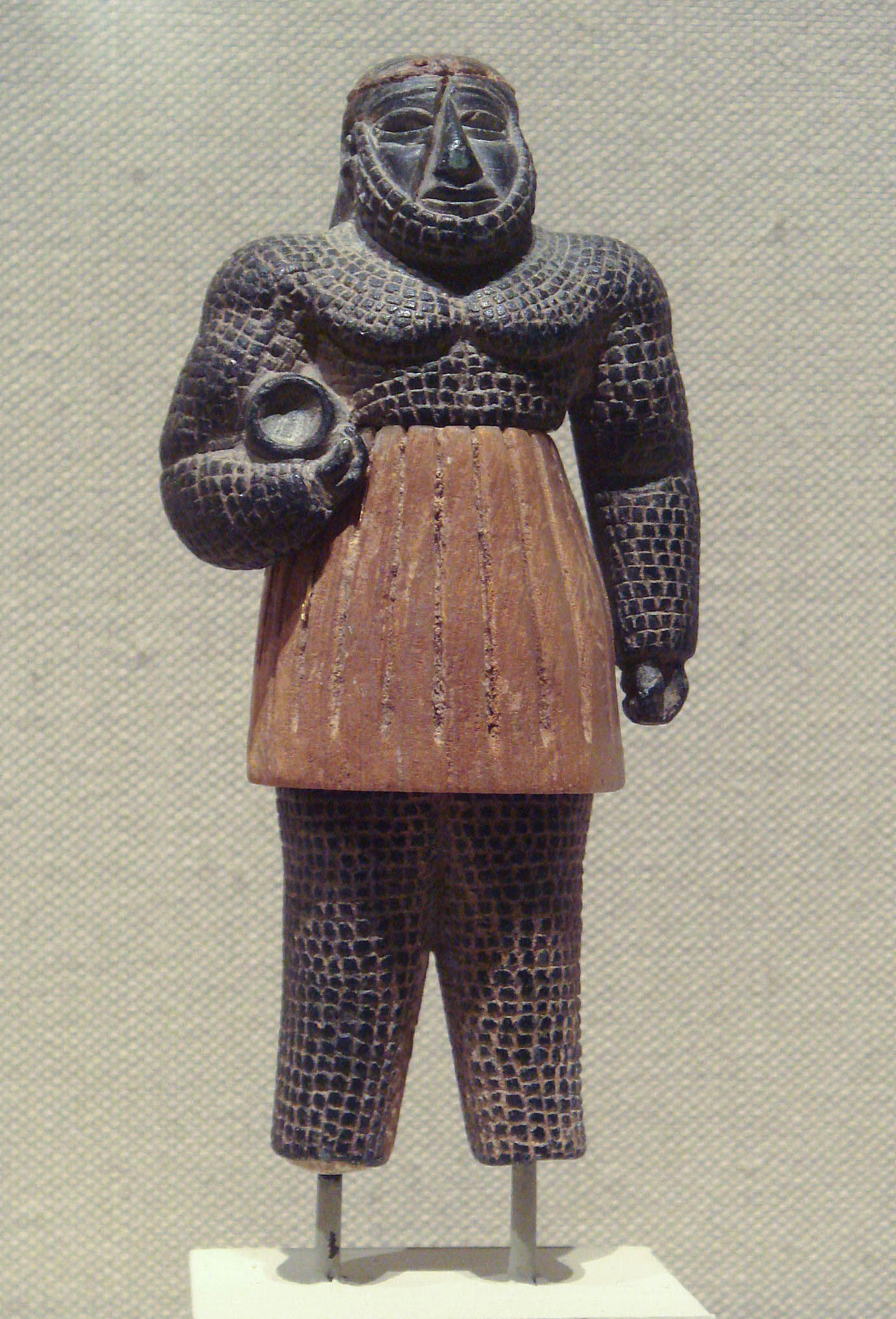
Monstre humanoïde[2]. Nord de l'Afghanistan, Bactriane, 2500-2000. Chlorite, calcite, or et fer, H. 10 cm. Metropolitan Museum of Art.
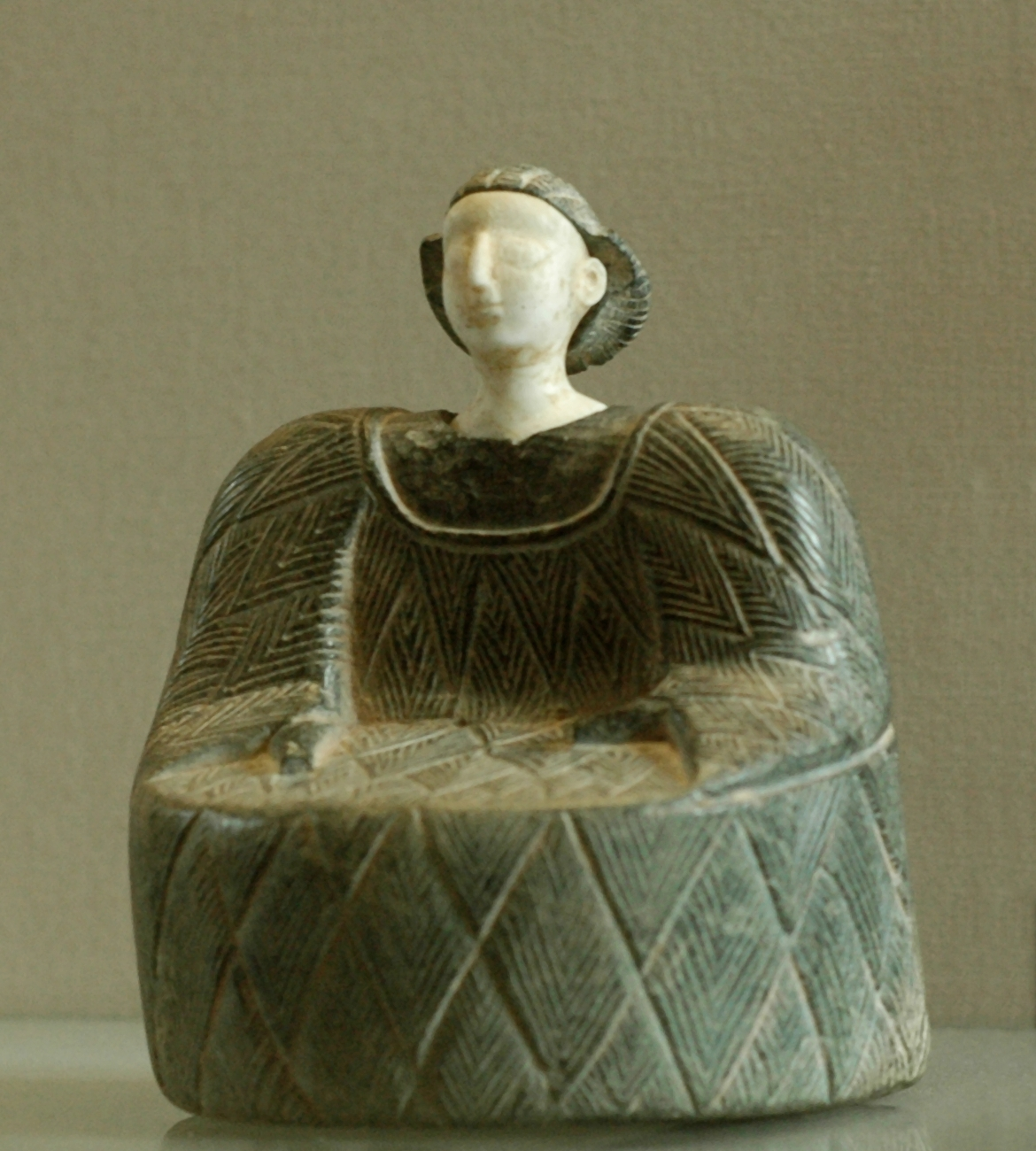
« Princesse de Bactriane »[3], statuette composite, fin du IIIe-début du IIe millénaire av. J.-C.. Calcite et stéatite, H. 13 cm. Louvre
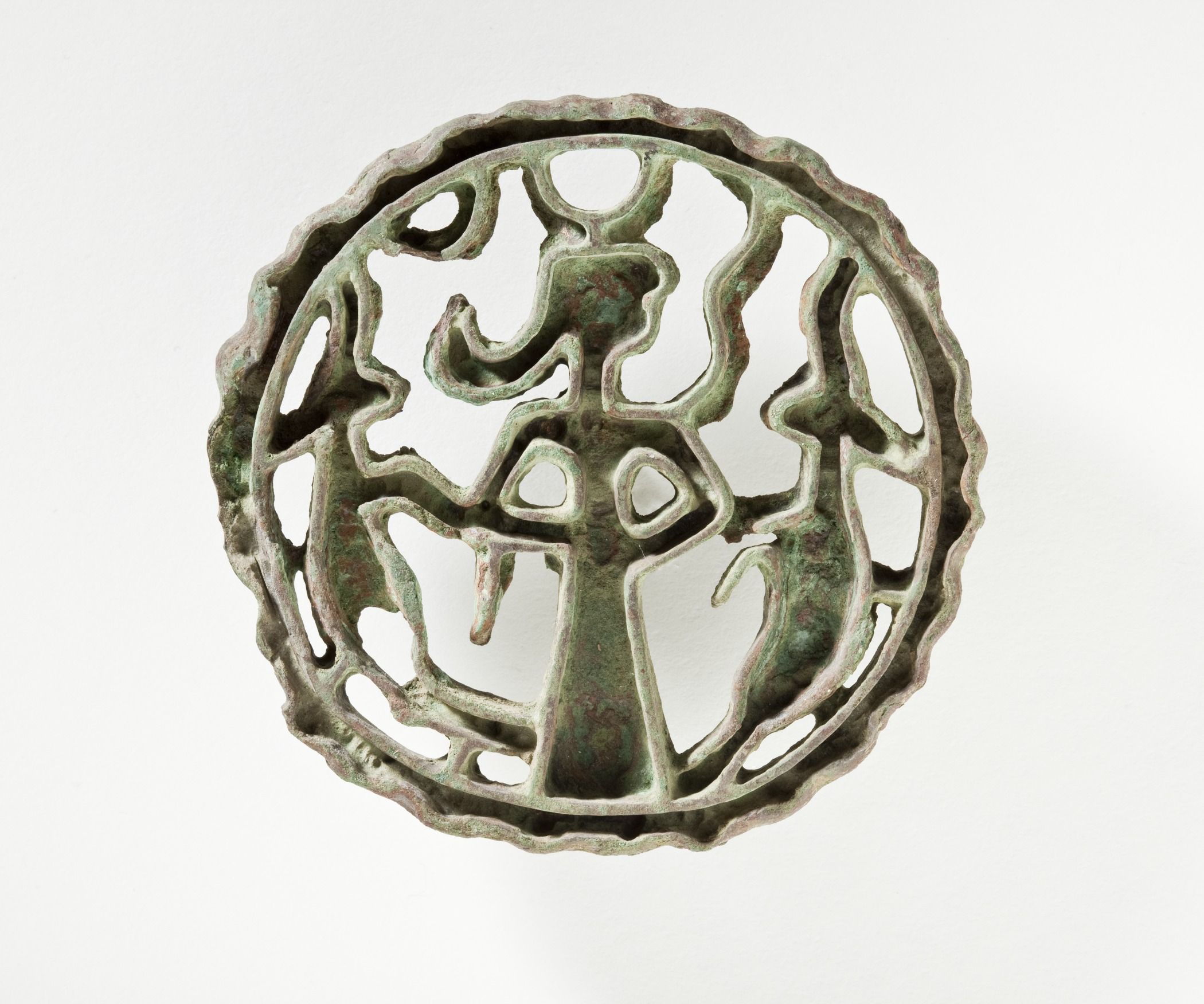
Sceau compartimenté: une femme entourée de deux animaux. 2000-1500. Bronze, d. 6,6 cm. LACMA
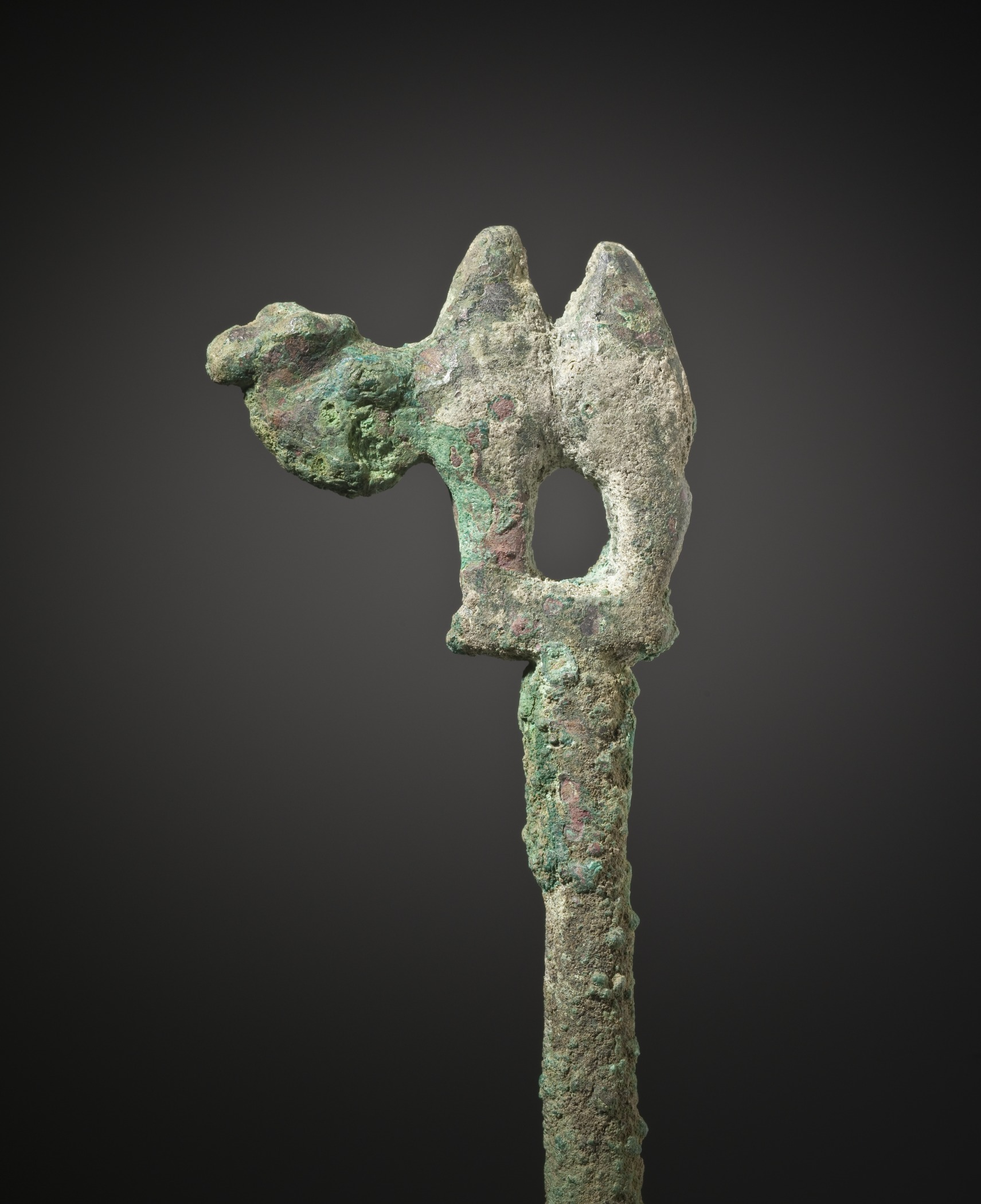
Épingle au chameau. Bactriane. 2000-1500. Bronze, H. tot. 20.5 cm. LACMA

## La civilisation de l'Oxus et ses voisins
La culture matérielle des porteurs de la culture de l'Oxus témoigne des influences qu'ils ont pu recevoir de leurs voisins. 
On compte en premier lieu la culture de Namazga, plus proche géographiquement, qui a eu une influence importante durant la phase de Kelleli, qui a marqué le début de la civilisation de l'Oxus dans le delta du Murghab. Plus lointaines mais plus rayonnantes, les civilisations de Mésopotamie, d'Élam et de l'Indus ont vu elles aussi certains de leurs aspects repris en Bactriane et en Margiane. On a également trouvé des objets typiques des steppes situées au nord de la vallée de l’Oxus.
À l'inverse, des objets de l'Oxus se retrouvent dans les régions voisines : dans tout le plateau iranien, au Baloutchistan surtout. Cela relève des liens forts qui unissent les différents ensembles culturels compris entre la Mésopotamie et l'Indus à cette période.
Depuis une dizaine d'années, les interprétations ont évolué, et les plus anciennes ne sont plus celles qui retiennent aujourd'hui les faveurs de grands spécialistes comme V. Sarianidi et des chercheurs français de l'Inde antique, tels Gérard Fussman et Henri-Paul Francfort. Dans un cours qu'il a donné au Collège de France en mars 2010, G. Fussman, synthétisant les recherches de ses collègues, envisage plutôt comme hypothèses :
1. que certains artefacts trouvés dans les cités de l'Indus sont des émanations de la "civilisation de l'Oxus" (dont le fameux prêtre en prière).
2. une fréquentation de la civilisation de l'Oxus par les ancêtres, présents sur le même territoire, des Indos-Aryens et des Iraniens, à une certaine époque de leur migration vers le sud (sans doute autour de la fin du IIIe millénaire). Fréquentation qui aurait été l'occasion pour ces nomades de la découverte et de l'acquisition de traits culturels nouveaux : organisation urbaine, techniques agricoles, etc.

Par ailleurs, on n'a toujours pas pu déterminer si les statuettes composites de femmes (cf. ci-contre), découvertes sur différents sites de la civilisation de l'Oxus mais aussi hors de ce périmètre, représentent des dignitaires ou des divinités.

## Composition ethnique
L'une des raisons pour lesquelles la civilisation de l'Oxus est le plus couramment mentionnée est l'intérêt que lui ont porté ceux qui ont tenté d'identifier le parcours des ancêtres des Indiens et des Iraniens au cours de la protohistoire, qui sont selon toute probabilité arrivés du nord-ouest de l'Asie centrale, depuis les steppes de Russie, avant de s'établir dans leurs pays actuels dans le courant du IIe millénaire (en premier les Indiens, plus tard les Iraniens). Le fait que l'on ait retrouvé de nombreux objets du type de ceux de la civilisation de l'Oxus dans le Balouchistan (Mehrgarh VII, Sibri) a fait qu'on veut parfois identifier les porteurs de cette culture avec les ancêtres des Indo-Aryens, qui auraient ensuite essaimé vers la vallée de l'Indus, où ils auraient supplanté peu à peu les anciennes populations de cette région, tandis que le sud de l'Asie centrale, notamment la Bactriane et la Margiane, voyaient l'arrivée des Proto-iraniens.
Francfort et Tremblay, sur la base des données akkadiennes textuelles et archéologiques, proposaient une identification du royaume de Marhashi avec la Margiane. Les noms de personnes marhashites semblent pointer vers un dialecte hourrite oriental, ou une autre langue de la famille hourro-urartéenne. Des noms élamites sont présents parmi les gens d'armes mercenaires ou de négoce se réclamant du Marhashi.
Les analyses génétiques ont montré que les populations de la civilisation de l'Oxus de l'Âge du Bronze possèdent une forte proportion (60 %) d'ascendance issue des agriculteurs d'Iran, 21 % d'ascendance issue des agriculteurs d'Anatolie et 13 % d'ascendance issue des chasseurs-cueilleurs de Sibérie de l'Ouest. Ces résultats suggèrent qu'ils sont issus de la population locale pré-urbaine. L'absence d’ascendance issue des steppes du Bronze Ancien dans la majorité des populations de la civilisation de l'Oxus/BMAC est la preuve que les migrants des steppes ne se sont pas mélangés avec elles à cette époque, et, de ce fait, que la population du BMAC n'est pas à l'origine d'un flux de gènes vers l'Asie du Sud. Au contraire, on observe une proportion d'environ 5 % d'ascendance de chasseurs-cueilleurs d'Asie du Sud dans les populations du BMAC ce qui indique un mouvement inverse de l'Asie du Sud vers l'Asie centrale.

## Postérité
Quoi qu'il en soit de ces questions rattachées à l'épineux problème des migrations indo-européennes, la période de la civilisation de l'Oxus a été suivie en Bactriane et en Margiane par une culture qui s'est bâtie dans sa continuité, représentée par deux sites principaux, Togolok dans le delta de la Murghab et Djarkutan en Bactriane, connus notamment pour leurs grands « temples ».